# Ley Foral del Euskera
La Ley Foral del Euskera es una ley que regula el pluralismo lingüístico de la Comunidad Foral de Navarra (España). 
Fue aprobada en 1986 por el Parlamento de Navarra y promulgada el 15 de diciembre de dicho año con la denominación de Ley Foral del Vascuence. En 2017 el Gobierno cuatripartito de Uxue Barkos sustituyó la denominación vascuence por euskera. Su promulgación en 1986 desarrolló el artículo 9 de la Ley Orgánica de Reintegración y Amejoramiento del Régimen Foral de Navarra, el equivalente navarro del estatuto de autonomía.

## Contexto
De acuerdo con el censo de 2011, en el conjunto de Navarra el castellano es la lengua materna del 81,9% de la población, el euskera del 5,7%, el 3,8% tiene ambas lenguas como maternas y el 6,1% tiene otra lengua como lengua materna. Un 13,6% de la población navarra se considera vascohablante y otro 14,5% casi vascohablante. El número de personas que conocen el euskera está aumentando en Navarra.
De acuerdo a lo establecido en el artículo 9 del Amejoramiento del Fuero, norma institucional básica de Navarra, el castellano es la lengua oficial de Navarra y el euskera tiene también carácter de lengua oficial en las zonas vascoparlantes.

Artículo 9.

Uno. El castellano es la lengua oficial de Navarra.
Dos. El vascuence tendrá también carácter de lengua oficial en las zonas vascoparlantes de Navarra.

Una ley foral determinará dichas zonas, regulará el uso oficial del vascuence y, en el marco de la legislación general del Estado, ordenará la enseñanza de esta lengua.
Amejoramiento del Fuero

## Desarrollo parlamentario
El debate sobre la legislación lingüística y la regulación de los derechos lingüísticos en Navarra se inició sin consenso y con retraso si se compara con otras comunidades autónomas que también contaban con otra lengua distinta al castellano como Cataluña, Euskadi, Galicia o la Comunidad Valenciana. El proyecto fue debatido en comisión del 12 al 20 de noviembre de 1986 con la posición favorable inicial del Partido Socialista de Navarra (20 escaños) y el Partido Nacionalista Vasco (3 escaños) (en realidad pertenecientes a Eusko Alkartasuna por la reciente escisión del PNV). La reticencia a esta ley procedía de Unión del Pueblo Navarro (13 escaños) y Coalición Popular (compuesta por Alianza Popular, Partido Demócrata Popular y Unión Liberal) (8 escaños). Por su parte, Herri Batasuna (6 escaños) no participaba por decisión propia en las instituciones y, por tanto, no tomó parte en la elaboración de esta ley. Se llevó al pleno del Parlamento el 2 de diciembre de 1986 que dio su aprobación con 29 votos a favor, 3 en contra y 11 abstenciones de los 50 parlamentarios.
| Voto | PSN | UPN | HB | Moderados | Popular | EA | Mixto | Total |
| ---- | --- | --- | -- | --------- | ------- | -- | ----- | ----- |
| Sí   | 20  |     |    | 4         | 3       |    | 2     | 29/50 |
| No   |     |     |    |           |         | 3  |       | 3/50  |
| Abs. |     | 11  |    |           |         |    |       | 11/50 |
| Aus. |     |     | 6  |           |         |    | 1     | 7/50  |

## Objetivos
De acuerdo con lo establecido en el Amejoramiento del Fuero, la Ley Foral del Euskera es el instrumento que determina de manera concreta cuáles son las zonas vascoparlantes de Navarra en las que el euskera es lengua cooficial con el castellano, que es oficial en toda Navarra. Además, la ley foral declara como sus objetivos generales:

1. Amparar el derecho de los ciudadanos a conocer y usar el euskera y definir los instrumentos para hacerlo efectivo.

2. Proteger la recuperación y el desarrollo del euskera en Navarra, señalando las medidas para el fomento de su uso.

3. Garantizar el uso y la enseñanza del euskera con arreglo a principios de voluntariedad, gradualidad y respeto, de acuerdo con la realidad sociolingüística de Navarra.
 Artículo 1. Ley Foral del Euskera

A la hora de abordar la determinación concreta de las zonas vascoparlantes de Navarra, la ley foral desarrolla la constatación que hace el Amejoramiento del Fuero de la existencia de un área de Navarra en la que el euskera es lengua viva y tradicional de comunicación de sus habitantes, y de otra área en la que no lo es; utilizando para ello un concepto parecido al de predominio lingüístico que informa la legislación lingüística valenciana y que también fue adoptado por la aragonesa.
La ley también reconoció al castellano y al euskera, con independencia del régimen de oficialidad establecido, el carácter de lenguas propias de Navarra y estableció que las variedades dialectales del euskera en Navarra serían objeto de especial protección. Aunque la ley no especifica cuáles son estas variedades dialectales de Navarra, desde ámbitos filológicos se suele tomar como referencia la clasificación realizada por Koldo Zuazo en 1998, que considera que en Navarra perviven tres dialectos del euskera: navarro, navarro-labortano y central y el navarro oriental, clasificada históricamente esta en dos subvariedades: el salacenco, de unos pocos cientos de hablantes, y el euskera roncalés, cuya última hablante falleció en 1991 y considerado extinto. La ley foral estableció asimismo que la institución consultiva oficial, a los efectos del establecimiento de las normas lingüísticas, sería la Real Academia de la Lengua Vasca.

## Zonificación lingüística

División de la zona vascófona, mixta y no vascófona en el territorio navarro.

Cumpliendo lo previsto en el Amejoramiento, en la redacción de la ley foral se recurrió como instrumento para la regulación del pluralismo lingüístico de Navarra a una versión del concepto legal predominio lingüístico, determinándose una zonificación lingüística estructurada en el reconocimiento de la existencia de una zona vascófona en la cual el euskera sería cooficial junto con el castellano, y una zona no vascófona en la que la única lengua oficial sería el castellano.
Sin embargo, el transcurso de los debates parlamentarios llevó a la adición de una zona mixta, al llegarse al convencimiento de que la diversidad de la realidad lingüística, social, cultural e histórica de Navarra no aconsejaba la división del territorio únicamente entre las zonas vascoparlantes y las zonas castellanohablantes. De esta manera, y a pesar de decidirse que el euskera sería lengua cooficial con el castellano únicamente en la zona vascófona, se reconoció que en las zonas castellanohablantes de Navarra se daba una diferencia entre dos áreas distintas.
Por un lado, un área territorial en la que el euskera nunca se utilizó (Comarca de Tudela) o en el que el euskera había dejado de hablarse hacía varios siglos (como la Ribera Alta de Navarra y algo de la Zona Media).
Por otro, una segunda área en la que, a pesar de ser de predominio castellanohablante y no ser el euskera en ella lengua de comunicación y expresión de una parte significativa de la población, sí que lo fue en algún momento (Cuenca de Pamplona, Valle de Roncal y Valle de Salazar, Estella) y además existía una minoría relevante de hablantes de esta lengua, pudiéndose considerar al euskera, por tanto, lengua tradicional de ese territorio. Además esta área incluiría a Pamplona como capital y zona de contacto entre los dos predominios lingüísticos. En la zona mixta el castellano sería la única lengua oficial, pero en atención a haber sido una lengua tradicional histórica del territorio, el euskera gozaría de una serie de medidas especiales concretas para su fomento y recuperación.
De esta manera, la Ley Foral del Euskera dibujó un panorama legal lingüístico de Navarra estructurado entre una zona de predominio lingüístico vascoparlante (zona vascófona) con dos lenguas cooficiales (castellano y euskera) y dos zonas de predominio lingüístico castellanohablante (zona mixta y zona no vascófona) con un único idioma oficial (castellano), siendo que en la zona mixta el euskera gozaría de un régimen especial que fomentase y promoviese su uso.

### Zona vascófona
La zona vascófona estaba formada originalmente en 1986 por los siguientes municipios: Abaurrea Alta, Abaurrea Baja, Alsasua, Anué, Araiz, Aranaz, Arano, Araquil, Arbizu, Areso, Aria, Arive, Arruazu, Bacáicoa, Basaburúa Mayor, Baztán, Beinza-Labayen, Bertizarana, Betelu, Burguete, Ciordia, Donamaría, Echalar, Echarri Aranaz, Elgorriaga, Erasun, Ergoyena, Erro, Esteríbar, Ezcurra, Garayoa, Garralda, Goizueta, Huarte-Araquil, Imoz, Irañeta, Ituren, Iturmendi, Lacunza, Lanz, Larráun, Leiza, Lesaca, Oiz, Olazagutía, Orbaiceta, Orbara, Roncesvalles, Saldías, Santesteban, Sumbilla, Ulzama, Urdax, Urdiáin, Urroz de Santesteban, Valcarlos, Vera de Bidasoa, Villanueva de Aézcoa, Yanci, Zubieta y Zugarramurdi. En 2010 se añadieron dos más, procedentes de la segregación de municipios pertenecientes a dicha zona: Lecumberri e Irurzun. En 2017, Atez pasó de la zona mixta a la zona vascófona. Así, a fecha de 2017 la zona vascófona está formada por 64 municipios navarros.
En 2012 la población de los municipios de la Zona Vascofona suponía el 9% de la población navarra. Totalizando 63 municipios pequeños de los que ninguno superaba los 10 000 habitantes y que albergaban, según datos de 2001, el 47% de los vascoparlantes de Navarra (a su vez el 67,3% de la población total de la zona vascófona).

### Zona mixta
La zona mixta estaba formada originalmente en 1986 por los siguientes municipios: Abárzuza, Ansoáin, Aoiz, Arce, Atez, Barañáin, Burgui, Burlada, Ciriza, Cendea de Cizur, Echarri, Echauri, Valle de Egüés, Ezcároz, Esparza de Salazar, Estella, Ezcabarte, Garde, Goñi, Güesa, Guesálaz, Huarte, Isaba, Iza, Izalzu, Jaurrieta, Juslapeña, Lezáun, Lizoáin, Ochagavía, Odieta, Oláibar, Olza, Ollo, Oronz, Oroz-Betelu, Pamplona, Puente la Reina, Roncal, Salinas de Oro, Sarriés, Urzainqui, Uztárroz, Vidángoz, Vidaurreta, Villava, Yerri y Zabalza. En 2010 se añadieron cuatro más, procedentes de la segregación de municipios pertenecientes a dicha zona: Berrioplano, Berriozar, Orcoyen y Zizur Mayor. Además, se otorgó a cuatro municipios de la Cuenca de Pamplona la posibilidad de incorporarse a la zona mixta si así lo decidían los plenos de sus ayuntamientos por mayoría absoluta. Aranguren, Belascoáin y Galar pasaron a formar parte de la zona mixta. El cuarto municipio afectado por la modificación legal, el Valle de Elorz, decidió permanecer en la zona no vascófona.
En 2017 una modificación de la ley permitió que se incorporaran a la zona mixta 44 municipios de la zona no vascófona: Abáigar, Adiós, Aibar, Allín, Améscoa Baja, Ancín, Añorbe, Aranarache, Arellano, Artazu, Bargota, Beriáin, Biurrun-Olcoz, Cabredo, Cirauqui, Dicastillo, Enériz, Eulate, Gallués, Garínoain, Izagaondoa, Larraona, Leoz, Lerga, Lónguida, Mendigorría, Metauten, Mirafuentes, Murieta, Nazar, Obanos, Olite, Oteiza, Pueyo, Sangüesa, Tafalla, Tiebas-Muruarte de Reta, Tirapu, Unzué, Ujué, Urraúl Bajo, Urroz-Villa, Villatuerta y Zúñiga; y que el municipio de Atez pasara de la zona mixta a la vascófona. Así, a fecha de 2017, la zona mixta está formada por 98 municipios navarros.
La población de la Zona Mixta supone el 63% de la de Navarra. En ella, según datos del 2001, se encontraba el 47% de la población vascoparlante de Navarra, a su vez el 18,4% de la población total de la zona mixta.

### Zona no vascófona
La zona no vascófona está integrada por el resto de municipios de Navarra. A fecha de 2017, estos 110 municipios son: Aberin, Ablitas, Aguilar de Codés, Allo, Andosilla, Aras, Los Arcos, Arguedas, Armañanzas, Arróniz, Artajona, Ayegui, Azagra, Azuelo, Barásoain, Barbarin, Barillas, Beire, Berbinzana, Buñuel, El Busto, Cabanillas, Cadreita, Caparroso, Cárcar, Carcastillo, Cascante, Cáseda, Castejón, Castillonuevo, Cintruénigo, Corella, Cortes, Desojo, Eslava, Espronceda, Etayo, Ezprogui, Falces, Fitero, Fontellas, Funes, Fustiñana, Gallipienzo, Genevilla, Guirguillano, Ibargoiti, Igúzquiza, Javier, Lana, Lapoblación, Larraga, Lazagurría, Leache, Legarda, Legaria, Lerín, Liédena, Lodosa, Lumbier, Luquin, Mañeru, Marañón, Marcilla, Mélida, Mendavia, Mendaza, Milagro, Miranda de Arga, Monreal, Monteagudo, Morentin, Mues, Murchante, Murillo el Cuende, Murillo el Fruto, Muruzábal, Navascués, Valle de Elorz, Oco, Olejua, Olóriz, Orísoain, Peralta, Petilla de Aragón, Piedramillera, Pitillas, Ribaforada, Romanzado, Sada, San Adrián, San Martín de Unx, Sansol, Santacara, Sartaguda, Sesma, Sorlada, Torralba del Río, Torres del Río, Tudela, Tulebras, Úcar, Unciti, Urraúl Alto, Uterga, Valtierra, Viana, Villafranca, Villamayor de Monjardín y Yesa.
La población de esta zona supone el 27,8% del total de Navarra. Según los datos de 2001, en esta zona se encuentra el 6% de la población vascoparlante de Navarra, que representa el 6,8% de la zona no vascófona.

## Toponimia
En la zona vascófona los topónimos tendrán denominación oficial en euskera, salvo que exista denominación distinta en castellano, en cuyo caso se utilizarán ambas.
En las zonas mixta y no vascófona la regulación de la toponimia establece que la denominación oficial de las localidades será la existente en el momento de promulgarse la ley (en su mayoría castellana, romance o castellanizada), salvo que exista una denominación distinta, originaria y tradicional en euskera, en cuyo caso se utilizarán ambas. La aplicación de esta previsión en cuanto a toponimia no ha sido pacífica en todos los casos, habiéndose dado ejemplos de impugnación jurisdiccional de los cambios de denominación oficial como el caso del municipio de Orcoyen cuyo ayuntamiento modificó su denominación para adoptar la grafía euskérica Orkoien siendo tal cambio impugnado por el Gobierno de Navarra, resolviendo finalmente la justicia en favor del ayuntamiento.

## Administración pública
En la zona vascófona, donde las dos lenguas son cooficiales, los ciudadanos pueden relacionarse con la administración y recibir los servicios públicos en cualquiera de los dos idiomas oficiales, pudiendo elegir también la lengua en la que se tramite el procedimiento administrativo que promuevan siendo la lengua de tramitación del procedimiento en el caso de existir varios promotores del procedimiento la que estos acuerden entre sí.
La ley prescribe que para hacer efectivo estos derechos, las administraciones especificarán las plazas para las que sea preceptivo el conocimiento del euskera, mientras que para todas las demás dicho conocimiento se considerará como mérito cualificado (actualmente el peso del euskera en la puntuación total de un concurso de empleo público para un puesto de trabajo de esta zona está fijado en el 6% del total, incrementado hasta el 10% en el caso de puestos de trabajo que impliquen especial relación o atención al público).
Así mismo, se establece que todas las disposiciones, publicaciones y rotulaciones de las entidades locales de esta zona serán bilingües.
En la zona mixta, de oficialidad exclusiva del castellano, la ley foral reconoce a los ciudadanos únicamente el derecho a dirigirse en euskera a las administraciones públicas (sin que las administraciones puedan requerir a los ciudadanos la traducción al castellano de los escritos que dirijan a ellas), pero no a relacionarse o a ser atendidos en esta lengua como en la Zona Vascófona. Para hacer efectivo el reconocimiento de este derecho, la administración podrá considerar el euskera como requisito para algunos puestos de trabajo de las plantillas públicas o considerarlo como mérito para otros.
En el caso de la administración de la Comunidad Foral, el decreto foral 29/2003 estableció que el euskera puntuaría en los concursos de empleo público asignándole un peso en la baremación total en función de la establecida para los idiomas de trabajo de la Unión Europea, siendo invalidada por el Tribunal Superior de Justicia de Navarra anulando ese artículo concreto del decreto foral, de manera que con posterioridad el Gobierno de Navarra procedería a aprobar el Decreto Foral 55/2009 que derogó al anulado por el TSJN y estableció que en los concursos de empleo público para puestos radicados en la Zona Mixta la puntuación otorgada al euskera será de un 3% de la puntuación total del concurso (pudiendo incrementarse hasta el 6% en el caso de puestos que implicasen especiales funciones de atención al público).
En la zona no vascófona, de tradicional predominio castellano, la ley establece que los ciudadanos vascoparlantes únicamente tienen derecho a dirigirse en euskera a las administraciones públicas de Navarra, pero estas podrán requerir a los interesados la traducción al castellano o utilizar los servicios de traducción de que disponga la propia administración.

## Educación
En la zona vascófona los alumnos recibirán la enseñanza en la lengua oficial que elija la persona que tenga atribuida la patria potestad o tutela o, en su caso, el propio alumno. En los niveles educativos no universitarios será obligatoria la enseñanza tanto del euskera como del castellano, de tal modo que los alumnos, al final de su escolarización básica, acrediten un nivel suficiente de capacitación en ambas lenguas. Así, el Decreto Foral 159/1988 autoriza a los centros de esta zona a la impartición de los modelos educativos A (lengua vehicular castellana con euskera como asignatura), D (lengua vehicular en euskera con el castellano como asignatura) o B (ambas lenguas como lengua vehicular). Únicamente se exime de la enseñanza del euskera a los alumnos que hayan iniciado sus estudios de enseñanza primaria fuera de la zona o aquellos que justifiquen debidamente su residencia no habitual en la misma.
En la zona mixta la enseñanza se impartirá en euskera para los que lo soliciten, implantándose de forma gradual si hay demanda. Así, el Decreto 159/1988 autoriza a los centros educativos de la zona mixta a impartir enseñanza en los modelos A (enseñanza en castellano con euskera como asignatura), D (enseñanza en euskera con el castellano como asignatura), B (enseñanza en castellano y euskera) y G (enseñanza íntegra en castellano sin asignatura de euskera).
En la zona no vascófona los modelos educativos autorizados son los que emplean la única lengua propia y oficial de esta zona, el castellano (modelos G y A). No obstante, se previó la posibilidad de que la enseñanza en euskera sería apoyada y, en su caso, financiada total o parcialmente por los poderes públicos con criterios de promoción y fomento del mismo, de acuerdo con la demanda. Con apoyo en esta previsión legal el Gobierno de Navarra concertó en 2006 la enseñanza en modelo D con algunas ikastolas privadas radicadas en esta zona.
En febrero de 2015 una modificación legal de la Ley Foral del Euskera permitió la posibilidad de autorizar la impartición de los demás modelos educativos (B y D) en la Zona No Vascófona en función de la demanda.

## Medios de comunicación social
La ley foral dispone que las administraciones públicas promoverán la presencia del euskera en los medios de comunicación social.
Con este fin la ley establece que el Gobierno de Navarra elaborará programas de subvenciones para los medios que empleen el euskera de forma habitual y también que vele por la presencia del euskera en los medios de comunicación que gestione directamente la Comunidad Foral de Navarra.

## Aplicación de la ley
En la mayor parte de estos 38 años, los responsables de su desarrollo han sido los gobiernos de Unión del Pueblo Navarro (UPN), bien en solitario o en coalición con Convergencia de Demócratas de Navarra (CDN), ya que sólo durante 4 años el gobierno navarro estuvo capitaneado por el Partido Socialista de Navarra (PSN), periodo precisamente en el cual se aprobó la ley, se creó la Dirección General de Política Lingüística del Gobierno de Navarra y se aprobaron los modelos de enseñanza bilingüe en Navarra (1988).
La posición sobre política lingüística defendida por UPN, ha sido la de apoyo al euskera, pero garantizando en todo momento la igualdad de oportunidades en el acceso al empleo público evitando la discriminación en el acceso al mismo de los castellanohablantes.

### Desarrollo reglamentario de la ley foral
La concreción, dentro del marco y de los principios establecidos en la ley foral, de la aplicación concreta a la actividad de las administraciones públicas ha sido objeto desde la promulgación de la ley foral de diversos desarrollos reglamentarios.

#### Decreto Foral 70/1994, de 21 de marzo
Fue el primer decreto foral que reguló la aplicación de la Ley Foral del Euskera al campo de las administraciones públicas navarras, regulando entre otros asuntos el lugar institucional asignado al euskera y la preceptividad y valoración del euskera en el acceso al empleo público de acuerdo a lo previsto en la ley para la Zona Vascófona como en la mixta. El contenido de este decreto no se llegó a poner en práctica debido a que fue sustituido por el Decreto Foral 135/1994 cuatro meses después. La causa de la paralización fue que sectores del propio UPN (el partido que ostentaba el Gobierno de Navarra) consideraba que tenía aspectos anticonstitucionales o contrarios al ordenamiento jurídico, acusándolo de rebasar el contenido de la propia ley foral.

#### Decreto Foral 135/1994, de 4 de julio
Modificaba el anterior, rebajando diversas disposiciones. Establecía los circuitos administrativos bilingües para los servicios centrales de la administración, la imagen institucional y la exigencia y valoración del euskera para acceder a puestos de la administración. En la práctica suponía equiparar el tratamiento del euskera en la zona mixta al de la zona vascófona y en consecuencia la aprobación de tal decreto generó una amplia polémica suscitando rechazo incluso en el propio partido que sostenía al Gobierno de Navarra. Los contrarios al decreto consideraban que con él se excedía la regulación del estatus del euskera que la ley foral había hecho para la zona mixta convirtiéndola por la vía de los hechos en zona vascoparlante y no castellanoparlante, acusándolo en concreto de apostar por la generalización de la necesidad de contar con conocimiento del euskera para desempeñar puestos de trabajo en la función pública siguiendo el modelo implantado en la administración del País Vasco y privilegiando de esta manera el acceso de la población euskaldún a la función pública en detrimento de la mayoritaria población castellanoparlante, quebrando así la igualdad en el acceso al empleo público. Ante este rechazo y, a pesar de no ser formalmente derogado, su aplicación práctica fue congelada hasta ser sustituido por el Decreto Foral 372/2000.

#### Decreto Foral 372/2000, de 11 de diciembre
Este decreto derogaba el anterior de 1994 que no había llegado a ponerse en práctica y venía acompañado de un Plan de actuación para la aplicación del uso del euskera en la Zona Mixta.
Para sus críticos suponía equiparar en varios aspectos el régimen del euskera de la zona mixta al de la zona no vascófona, en tanto que para sus promotores venía a restaurar el tratamiento diferenciado de cada zona previsto en la ley, revirtiendo las medidas del decreto de 1994 que habían equiparado el tratamiento de la zona mixta a la zona vascófona, y singularmente la previsión de circuitos administrativos bilingües. Este decreto disponía que como norma general la rotulación de las unidades administrativas, la señalización viaria, etc. sería preferentemente en castellano, en tanto que en relación con el empleo público se establecía que el requisito de conocimiento del euskera quedaría reservado sólo a los puestos de trabajo dedicados funcionalmente a tareas de traducción castellano-euskera, mientras que en los puestos que el euskera debiera contar como mérito su valoración se haría en función de un máximo sobre la otorgada a las lenguas de trabajo de la Unión Europea (francés, inglés y alemán). Dicho decreto foral fue impugnado por diversos ayuntamientos y organismos siendo anulado jurisdiccionalmente por el Tribunal Superior de Justicia de Navarra, aunque solo por un defecto de forma al haber sido aprobado el decreto foral sin el informe preceptivo del Consejo Navarro del Euskera. Tal anulación llevó también a la anulación del Plan de actuación para la aplicación de la normativa sobre el uso del euskera en la Zona Mixta del que el decreto foral era soporte.

#### Decreto Foral 139/2001 de 4 de junio
Este decreto foral regulaba en particular el régimen del euskera en el servicio público de salud (Servicio Navarro de Salud y en él se suprimía con carácter general la obligatoriedad del requisito de conocimiento del euskera para los puestos de trabajo sanitarios, siendo tal medida también de aplicación a la zona vascófona.

#### Decreto Foral 29/2003 de 10 de febrero
Habiendo sido anulado el Decreto Foral 372/2000 por un defecto de forma, en 2003 fue elaborado un nuevo decreto foral. El nuevo decreto fue realizado cumpliendo el requisito de recibir el informe del Consejo Navarro del Euskera, pero contando con un contenido similar al del decreto de 2000. Fue igualmente impugnado por los ayuntamientos de Isaba y Pueyo, ELA, Kontseilua, así como por la Mancomunidad de Malerreka, siendo que en este caso el Tribunal Superior de Justicia de Navarra en varias sentencias ratificadas por el Tribunal Supremo declaró conforme a la legalidad el Decreto Foral 39/2003 anulando únicamente los artículos referentes a tres aspectos menores. Estos tres puntos se referían a la obligación de los órganos de la administración foral radicados en la zona mixta de notificar a los ciudadanos residentes en la zona vascófona en formato bilingüe (el decreto foral establecía un formato en castellano ignorando el régimen de cooficialidad del euskera en la Zona Vascófona), a la improcedencia de que mediante un decreto foral se estableciese la prohibición de que las personas que hubieran ingresado en la función pública para plazas para las que el conocimiento del euskera fuera preceptivo pudieran optar luego a plazas para las que el euskera no fuera preceptivo (exigiéndose para ello el aprobar dicha medida por medio de ley foral) y la prohibición de que en los baremos de méritos de concursos de méritos para el acceso a puestos de trabajo de la función pública la valoración del euskera fuera determinada en relación con el inglés, francés y alemán (lo que motivaría en 2009 la adopción de un nuevo decreto foral específico para regular la valoración del euskera en la función pública en la que se incrementaban con carácter general los porcentajes de peso de la valoración del conocimiento del euskera en los baremos de méritos tanto en la Zona Vascófona como en la Zona Mixta, estableciéndose una puntuación al conocimiento del euskera independiente de la asignada al de los idiomas comunitarios).

### Controversia
A pesar de ser una de las leyes forales que más tiempo han permanecido sin modificarse y de contar con el apoyo mayoritario de los partidos políticos navarros con representación parlamentaria, el desarrollo reglamentario de esta ley foral por parte del Gobierno de Navarra y la propia ley foral han sido muy cuestionadas por los sectores vasquistas y nacionalistas vascos de la Comunidad Foral y por los sectores que trabajan en el ámbito del euskera, que han venido denunciando las carencias de esta ley para los fines propuestos de fomentar el conocimiento y uso del euskera, habiéndose procedido por parte de estos actores a impugnar judicialmente su desarrollo reglamentario.
Al margen de cuestiones concretas, desde los sectores críticos con la ley foral se cuestiona primariamente el propio tratamiento que se hace de la diversidad sociocultural de Navarra mediante el establecimiento de las tres zonas lingüísticas, reclamándose desde estos sectores la oficialidad del euskera en toda Navarra.
La Real Academia de la Lengua Vasca, ha sido altavoz en diversas ocasiones de este tipo de reclamos censurando la incapacidad de la ley foral en la materialización de principios de respeto a los derechos humanos, protección de la lengua vasca, progresividad en su desarrollo, no discriminación por razón de lengua y reclamando, en definitiva, la cooficialidad del euskera en toda la Comunidad Foral de Navarra; manifestando su preocupación porque se divida a Navarra en zonas lingüísticas «de modo arbitrario y sin relación alguna con los usos de la legislación comparada en materia de política lingüística». Asimismo, con respecto al desarrollo reglamentario de la ley foral, realizó una serie de críticas al Decreto Foral 29/2003 incidiendo especialmente en la desaparición en el mismo de los circuitos administrativos bilingües y la falta de exigencia de preceptividad de conocimiento del euskera para el acceso a la función pública o las limitaciones para concursar fuera de la zona vascófona para aquellos funcionarios que habían obtenido plaza para la que se exigía el conocimiento del euskera.
Estas críticas han sido contestadas por los sectores navarristas que defienden que la ley foral: posibilitó la conservación y la paulatina recuperación del euskera en Navarra sin renunciar por ello al mantenimiento de la diversidad social, cultural y lingüística. En este sentido, los partidos mayoritarios Unión del Pueblo Navarro y Partido Socialista de Navarra, defendieron el mantenimiento de la zonificación lingüística como garantía del respeto a la pluralidad y han rechazado el modelo uniformista aplicado en el País Vasco con la Ley 10/1982 Básica del Euskera, en el cual se tuvo como objetivo la euskaldunización de todo el territorio, incluyendo áreas en las que hacía siglos que el euskera había desaparecido, como Las Encartaciones o la mayor parte de Álava.
De manera especial, en relación con el desarrollo y aplicación de la ley foral, fue objeto de polémica el trato brindado al euskera en los medios de comunicación. Así, Euskalerria Irratia, creada en 1988 y la única emisora enteramente en euskera del área metropolitana de Pamplona, zona en la que por la gran concentración de la población se concentra el mayor número de euskaldunes de Navarra), permanece en una situación de alegalidad al no habérsele asignado una licencia oficial de emisión radiofónica en ninguna de las convocatorias de adjudicación en los últimos 20 años.
Ante estas críticas, el Gobierno de Navarra ha acusado a los sectores que reclaman la concesión de una licencia para Euskalerria Irratia de pretender con ello un acto de ilegalidad, argumentando que no es posible la adjudicación directa de una licencia a una emisora obviando los resultados de un concurso o contando como única valoración el criterio del uso del euskera en la programación. Pese a ello, los sectores que reclaman la licencia para Euskalerria Irratia han puesto de manifiesto la falta de voluntad política que se esconde tras la argumentación de la imposibilidad de la adjudicación directa, resaltando que el número de licencias de emisión sacadas a concurso en Pamplona es inferior al de otras zonas de Navarra con menor población.
El desarrollo de la ley foral en lo que atañe al sistema educativo ha sido también otro ámbito en el que se ha censurado especialmente el tratamiento dispensado al euskera.
Por un lado, se ha criticado la reserva de los modelos que utilizan el euskera como lengua vehicular de aprendizaje (B y D) exclusivamente para la Zona Vascófona y la Zona Mixta, reivindicando con ello la supresión de la Zonificación Lingüística y la declaración de oficialidad del euskera a todo el territorio navarro.
Además, con la implantación en los últimos años de los programas de aprendizaje en inglés, se ha censurado el efecto que la introducción del sistema British en los sistemas cuya lengua vehicular es el castellano, que supone la utilización del inglés como lengua vehicular del 30 o 40% de las asignaturas provoca en relación con los modelos que utilizan el euskera como lengua vehicular (singularmente el modelo D, de inmersión en euskera), ocasionando que aquellos compitan con el modelo D en el sistema educativo.
Los pronunciamientos críticos respecto de la ley foral y del desarrollo general de política lingüística realizado a partir de ella, se han producido también por parte del Comité de Expertos sobre la aplicación de la Carta Europea de las Lenguas Minoritarias o Regionales vinculado al Consejo de Europa. Este comité en su primer informe de seguimiento sobre la aplicación de la Carta, hecho público en 2005, señaló que muchos de los compromisos adquiridos por España mediante la firma de la Carta no son cumplidos en Navarra o no es posible evaluarlos al carecerse de información al respecto. El Consejo también recomendó ampliar el grado de protección del euskera a la Zona Mixta (ya que dicho informe analiza exclusivamente la situación donde el euskera es cooficial, la vascófona).
En el segundo informe, publicado en 2008, el comité volvió a incidir en los incumplimientos detectados en materia de atención bilingüe a la ciudadanía en la Administración estatal y foral (fundamentalmente en los ámbitos de sanidad y educación), administración de justicia y, especialmente, medios de comunicación, recomendando la garantización de la presencia de una emisora de radio en euskera en la Cuenca de Pamplona; no obstante, reconoció como mejoras la creación por parte del Gobierno de Navarra de Euskarabidea (Instituto Navarro del Euskera) y el incremento de los contactos de colaboración Comunidad Autónoma del País Vasco.
En el tercer informe de seguimiento, el comité insistió en algunas recomendaciones y valoraciones críticas en relación con la política lingüística de Navarra resaltando especialmente la persistencia de las carencias de presencia del euskera en los medios de comunicación social, respaldando en ellas las repetidas demandas hechas desde el mundo del euskera a la concesión de licencia de emisión en Pamplona para la emisora euskaldún Euskalerria Irratia.
El Gobierno de Navarra ha asumido algunas de las recomendaciones de los informes del comité, pero también ha acusado a sus integrantes de partir del error a la hora de redactar sus recomendaciones de considerar que el euskera es oficial en la Zona Mixta, cuando lo cierto es que sólo lo es en la Zona Vascófona.

## Modificaciones

### 2010
En 2008 Izquierda Unida de Navarra (IUN) presentó una propuesta para modificar ligeramente la frontera entre la zona mixta y la zona no vascófona permitiendo que cuatro municipios de la Cuenca de Pamplona de la zona no vascófona, (Beriáin, Aranguren, Valle de Elorz y Galar) pudieran incorporarse a la zona mixta si así lo decidían sus ayuntamientos. La propuesta era apoyada por el PSN y también por Nafarroa Bai (NaBai), a pesar de que este último grupo intentaría infructuosamente enmendar el texto de la proposición para incluir en la medida de cambio de zona a otros 33 municipios más de los 4 de la propuesta original, y rechazada por los partidos del Gobierno de Navarra (UPN y CDN) que argumentaron la falta de consenso para la modificación de la ley foral y la defensa general de la zonificación lingüística existente. En la votación del pleno del Parlamento la propuesta recibió 25 votos a favor y 24 en contra, sin alcanzar los 26 de la mayoría absoluta, debido a la ausencia de un diputado de NaBai, por lo que fue desestimada.
En 2009 IUN volvió a presentar la misma proposición de modificación para permitir el paso a la zona mixta de los cuatro municipios recogiendo además en la proposición la aportación del PSN de que el cambio de zona lingüística exigiera la aprobación de sus ayuntamientos por mayoría absoluta. La proposición contó con el apoyo del PSN y de NaBai, el rechazo de UPN y la abstención de CDN. Este desacuerdo entre UPN y CDN llevaría a la ruptura del gobierno de coalición entre ambas fuerzas y a la expulsión del Gobierno de Navarra de los consejeros del CDN por parte del socio mayoritario, UPN. Durante la tramitación parlamentaria de la proposición, el PSN decidió, a la vista de los resultados del nuevo estudio sociolingüístico encargado por el Gobierno de Navarra, modificar el alcance de la rectificación de frontera lingüística propuesta, introduciendo a Belascoáin entre los municipios a los que se les posibilitaba el paso a la zona mixta, y sacando en su lugar de la lista a Beriáin. De esta manera, el Parlamento de Navarra aprobó el 18 de febrero de 2010 la modificación con los votos a favor de NaBai, PSN, CDN e IU y en contra de UPN. La modificación concedió a los municipios de Aranguren, Belascoáin, Galar y Valle de Elorz la facultad de incorporarse a la zona mixta, si así lo decidían los plenos de sus ayuntamientos por mayoría absoluta.
En las semanas siguientes a la aprobación de la modificación legal, los ayuntamientos de Galar, Belascoáin y Aranguren aprobaron su incorporación a la zona mixta, en tanto que el ayuntamiento del Valle de Elorz escogió permanecer en la zona no vascófona.

### 2015
En febrero de 2015 el Parlamento de Navarra aprobó con los votos a favor de PSN, Bildu, I-E y Geroa Bai, y en contra de UPN y PPN, una modificación en relación con la enseñanza del euskera en centros públicos, permitiendo el que en la zona no vascófona se pueda autorizar la enseñanza en cualquiera de los modelos educativos en función de la demanda.

### 2017

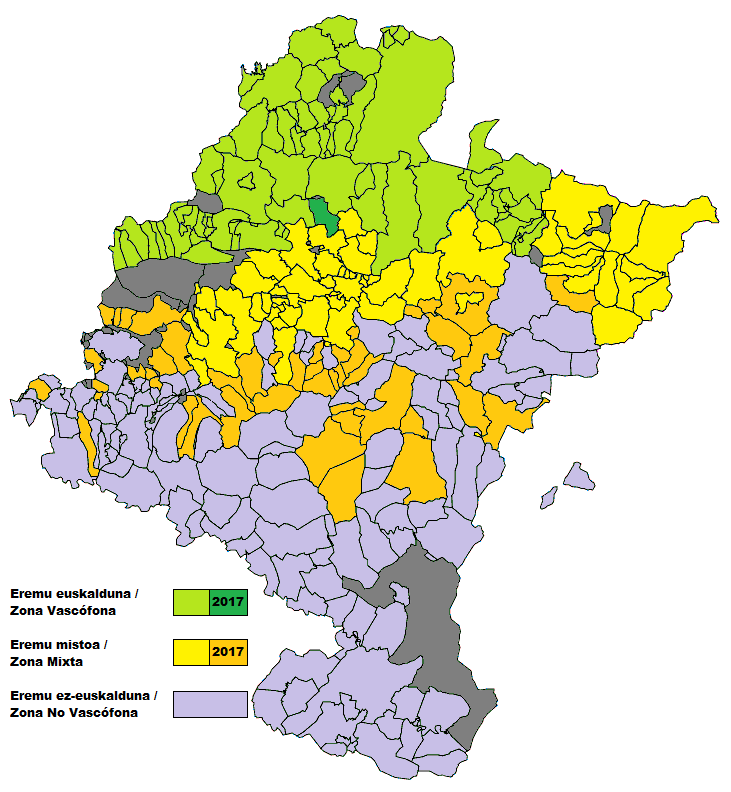
Distribución por municipios de las zonas vascófona, mixta y no vascófona tras la reforma de 2017.

En 2017 el Parlamento de Navarra modificó la zonificación para pasar 44 municipios de la zona no vascófona a la zona mixta, y uno de la mixta a la vascófona. También se sustituyó la denominación vascuence por euskera. La propuesta recibió los votos a favor de Geroa Bai, EH Bildu, Podemos-Ahal Dugu e I-E y los votos en contra de UPN, PSN y PPN. En la tramitación de la modificación UPN planteó pasar a la Cendea de Cizur de la zona mixta a la no vascófona, tal y como había aprobado su ayuntamiento, pero la propuesta fue rechazada.

### Propuestas rechazadas
En 1995 el Partido Socialista de Navarra (PSN-PSOE) y Eusko Alkartasuna (EA) presentaron en el Parlamento una propuesta de modificación que, en la práctica, suponía la desaparición de la zona no vascófona y su asimilación a la zona mixta. Con ello se posibilitaba un bilingüismo funcional (aunque no oficial) para toda Navarra. Contó con la oposición y el rechazo de Unión del Pueblo Navarro (UPN), que veía en ella el no reconocimiento de la pluralidad sociolingüística de Navarra, y de Herri Batasuna (HB), que rechazaba cualquier reforma que no pasara por la oficialización uniforme del euskera en todo el territorio navarro suprimiendo la zonificación lingüística. La propuesta fue retirada antes de ser sometida a votación.[cita requerida]
En marzo de 2000, la Plataforma Oinarriak, integrada por organizaciones políticas, sindicales, sociales y culturales, presentó en el Parlamento de Navarra más de 48.000 firmas para pedir una nueva Ley del Euskera que reconociese su cooficialidad en todo el territorio. La iniciativa fue rechazada por el Parlamento de Navarra.
En febrero de 2011 el pleno del Parlamento de Navarra rechazó una proposición de ley foral presentada por Nafarroa Bai que pedía la sustitución de la Ley Foral del Euskera por una nueva ley foral que dispusiera la oficialidad del euskera en todo el territorio navarro. La proposición fue rechazada por 36 votos contra 14 recibiendo únicamente el apoyo de IUN-NEB, además del de NaBai. Con ocasión del debate de la proposición los portavoces de los grupos que forman la mayoría del arco parlamentario y que rechazaron la proposición declararon su apoyo al mantenimiento de la Ley Foral del Euskera por ser instrumento adecuado para la protección y defensa del euskera.
En enero de 2012 el Parlamento de Navarra rechazó una proposición de modificación promovida por  Izquierda-Ezkerra (I-E) que buscaba la equiparación a los solos efectos del régimen del euskera en el sistema educativo de la zona no vascófona a la zona mixta. La propuesta recibió el apoyo de 18 votos (I-E, NaBai y Bildu) y 32 en contra (UPN, PSN y PPN).